# عمر شاكر
عمر شاكر (بالإنجليزية: Omar Shakir)‏ (16 مايو 1977 ببرمودا في المملكة المتحدة - ) هو لاعب كرة قدم أمريكي في مركز الدفاع. شارك مع منتخب برمودا لكرة القدم. أما مع النوادي، فقد لعب مع Dandy Town Hornets F.C. ‏ وPHC Zebras ‏ وBermuda Hogges F.C. ‏.

## مسيرته الكروية
لعب عمر شاكر خلال مسيرته الاحترافية مع نادِ واحدٍ في ثلاثة مواسم وسجل خلالها 4 أهداف ضمن 47 مباراة. ولم يفز بأي موسم بالكأس أو بالدوري.
خاض عمر شاكر مسيرته مع Bermuda Hogges F.C. ‏ في موسم 2007 واستمر معه طيلة ثلاثة مواسم، مشاركًا في 47 مباراة سجل خلالها 4 أهداف.

## وصلات خارجية
- عمر شاكر على موقع قاعدة بيانات كرة القدم.إي يو (الإنجليزية)
- عمر شاكر على موقع ناشيونال فوتبول تيمز (الإنجليزية)